# Teja Belak
Teja Belak, slovenska telovadka, * 22. april 1994, Slovenija.
Teja Belak je v preskoku na evropskem prvenstvu 2013 osvojila četrto mesto, na svetovnem prvenstvu 2013 enajsto mesto, v svetovnem pokalu 2014 pa je zmagala tako v preskoku, kot tudi na gredi.